# Zdzisław Pabisiak
Zdzisław Pabisiak (ur. 18 stycznia 1922 w Pabianicach, zm. 4 października 2009 w Krakowie) – polski malarz, portrecista, twórca polichromii kościelnych, wykładowca Uniwersytetu Jagiellońskiego w Krakowie.
Studiował matematykę i malarstwo (to drugie w krakowskiej ASP pod kierunkiem Zbigniewa Pronaszki). Wykładał rysunek na Uniwersytecie Jagiellońskim (1968-1980). Pracował dla tej uczelni od 1949 i wykonywał tam liczne prace artystyczne, np. zrekonstruował freski i wyposażenie wnętrz Collegium Maius. Od 1984 na emeryturze. Pochowano go na cmentarzu Rakowickim.
Wykonał m.in.:
- dziesięć tryptyków olejnych do kościoła w Charłupi Małej (1981-1988),
- Męczeństwo Świętego Wojciecha - obraz dla kościoła św. Elżbiety w Jutrosinie (1972)[3],
- kopie obrazów: Typus fundationis Academiae Cracoviensis (według drzeworytu z XVII wieku w 1955), Rozmowa z Bogiem, według Jana Matejki, na zlecenie Muzeum Warmii i Mazur w Olsztynie (1991)[2].
- polichromię w kościele św. Wojciecha w Brdowie, w tym m.in. fresk przedstawiający zasłużonych Polaków (1983-1986).